# Silent Stage
Silent Stage — третий студийный полноформатный альбом финской мелодик дум/дэт-метал группы Rapture, вышедший в 2005 году.

## Список композиций
1. Misery 24/7 — 4:51
2. The Past Nightmares — 4:18
3. I Am Complete — 4:59
4. For the Ghosts of Our Time — 3:59
5. Silent Chrysalis Stage — 4:15
6. Dreaming of Oblivion — 5:07
7. The Times We Bled — 4:41
8. Cold on My Side — 4:36
9. Completion — 4:36

## Участники записи
- Petri Eskelinen — чистый вокал
- Henri Villberg — гроулинг
- Aleksi Ahokas — гитара
- Tomi Ullgren — гитара
- Sami Hinkka — бас
- Samu Ruotsalainen — ударные